# Брегман Соломон Леонтійович
Соломон Леонтійович Брегман (1895–1953) — радянський державний діяч, фігурант справи ЄАК.

## Біографія
З 1908 по 1919 кравець-прасувальник на підприємствах та майстернях в Катеринославі. У 1911 вступив до профспілки шкіряників. У 1912 вступив до РСДРП(б). У 2-й половині 1930-х років — голова ЦК профспілки. 26 січня-10 лютого 1934 делегат XVII з'їзду ВКП (б).
З 15 травня 1937 до травня 1943 року — секретар Всесоюзної центральної ради професійних спілок (ВЦРПС).
26 червня 1940 року прийняв указ, який забороняв перехід робітників з одного підприємства на інше без дозволу, що вводив 8-годинний робочий день і 7-денний робочий тиждень. За запізнення на роботу та прогули передбачалися покарання — від штрафу до тюремного ув'язнення. Як прихильник жорстких заходів був призначений заступником міністра державного контролю РРФСР. 28 січня 1949 року заарештований у справі ЄАК, і разом з іншими заарештованими членами ЄАК був звинувачений в антирадянській, націоналістичній та шпигунській діяльності. Спочатку заперечував свою провину, але після застосування незаконних методів дізнання — зізнався", проте до кінця попереднього слідства відмовився від свідчень. Загинув від тортур на початку січня 1953 року (або наприкінці 1952 року) у Бутирській в'язниці. 3 червня 1953 року справу стосовно Брегмана ухвалою Військової колегії Верховного суду СРСР було припинено у зв'язку зі смертю підсудного. У 1955 році рішенням КПК при ЦК КПРС був посмертно реабілітований і відновлений у КПРС.

## Публікації
- Брегман С. Л. Вибори до Верховної ради СРСР та профспілки. — Москва: вид. та тип. Профіздата, 1937.